# Джон Бедкок (веслувальник)
Джон Бедкок (англ. John Badcock, 17 січня 1903 — 29 травня 1976) — британський академічний веслувальник.
Олімпійський чемпіон 1932 року в складі розпашної четвірки без стернового, срібний призер 1928 року в складі вісімки.

## Біографія
Бедкок народився у Вест-Гемі та здобув освіту у школі Мерчанта Тейлора. Його сім'я займалася будівництвом човнів та причалів на річці Темза протягом майже ста років. Бадкок став членом гребного клубу Темзи і здобув свою першу перемогу на Королівській регаті Хенлі в 1925 році в Кубку Вайфолда. У 1927 році він був у вісімці «Темза», яка виграла Великий Кубок Виклику, і в четвірці без весел, яка виграла Кубок Виклику Стюардів. У 1928 році він знову був у складі екіпажу «Темза», який виграв Гранд і Кубок стюардів у Хенлі. Потім вісімка «Темза» була обрана для представлення Великої Британії на літніх Олімпійських іграх 1928 року і завоювала срібну медаль.
У 1932 році він знову був у складі переможного екіпажу «Темза» на Кубку стюардів у Хенлі. Потім четвірка без веслярів «Темза» була обрана представляти Великобританію на літніх Олімпійських іграх 1932 року і виграла золоту медаль у важкій гонці проти німців. У 1936 році Бедкок був призначений віце-президентом Гребного клубу Темзи. 
У 1934 році Бадкок одружився з плавчинею Джойс Купер, яка мала одну срібну і три бронзові медалі на Олімпійських іграх 1928 і 1932 років. Їхній старший син, Фелікс Бадкок, виступав за Англію на Іграх Співдружності 1958 року, а молодший, Френсіс «Девід», веслував за Оксфорд у 1958 році, а також був запасним у вісімці на Іграх Співдружності 1958 року. 